# 1 juli
1 juli is de 182ste dag van het jaar (183ste dag in een schrikkeljaar) in de gregoriaanse kalender. Hierna volgen nog 183 dagen tot het einde van het jaar.

## Gebeurtenissen
- Algemeen
  - 1849 - De eerste Belgische postzegel wordt uitgegeven, deze draagt de beeltenis van koning Leopold I.
  - 1863 - Afschaffing van de slavernij in Suriname en Curaçao en Onderhorigheden, viering Ketikoti.
  - 1883 - Oprichting van de ANWB.
  - 1963 - De postcode wordt geïntroduceerd voor post in de VS.
  - 1973 - Oprichting van de Drug Enforcement Administration (DEA).
  - 1994 - Brazilië voert de real in, de zevende nieuwe munt in tien jaar.
  - 1997 - Hongkong wordt overgedragen door Verenigd Koninkrijk aan Volksrepubliek China.
  - 2019 - Invoering van het verbod om te appen tijdens het fietsen. Het in de hand houden van een mobiele telefoon tijdens het fietsen kan een boete van 95 euro opleveren.

- Economie
  - 2003 - In België gaat de vrije energiemarkt van start.
  - 2004 - In Nederland gaat de vrije energiemarkt van start.

- Gezondheid
  - 2008 - Invoering van een algemeen rookverbod in de Nederlandse horeca.

- Infrastructuur

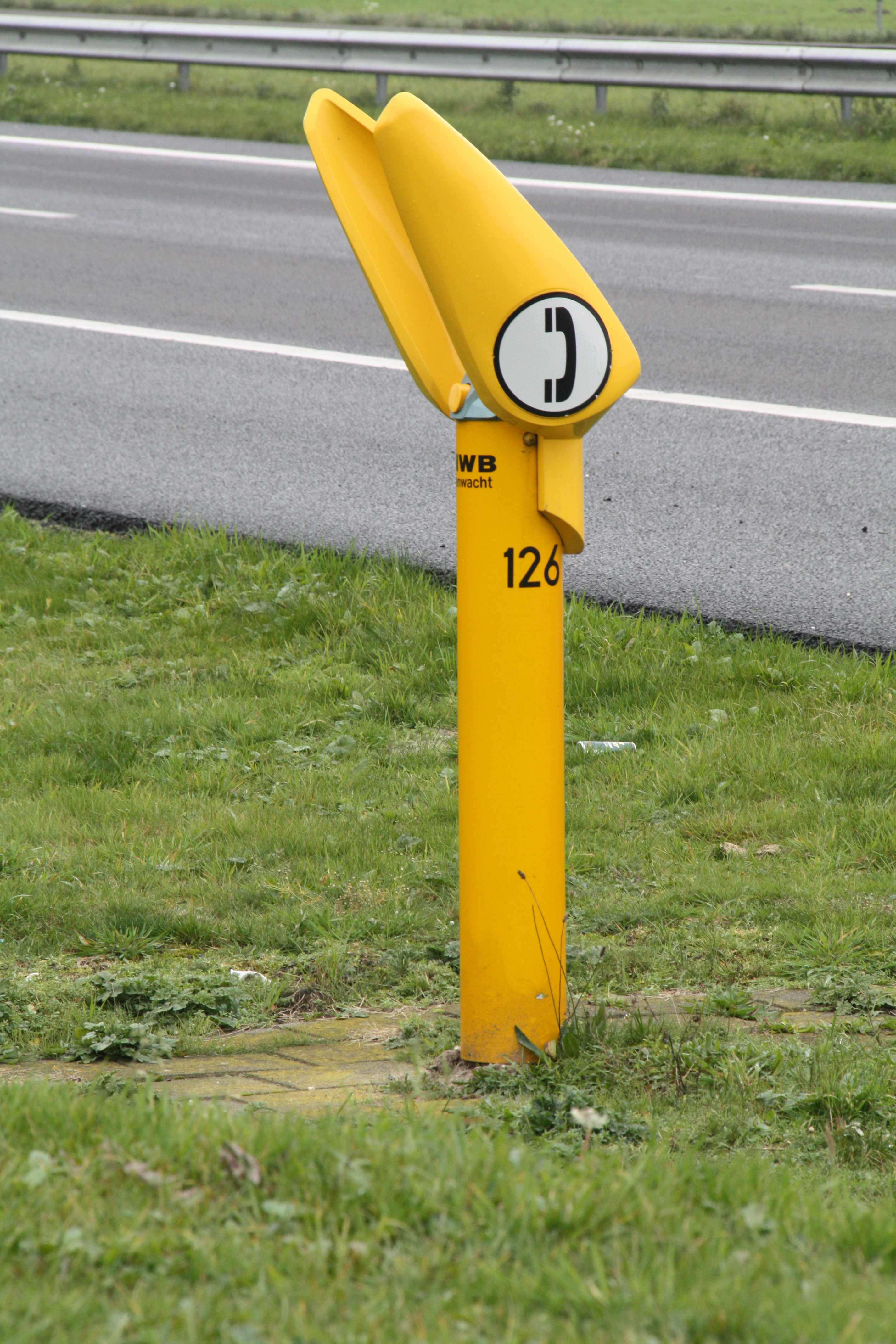
Vanaf 1 juli 2017 zijn de praatpalen uitgeschakeld

  - 2000 - Ingebruikname van de Sontbrug, vaste verbinding tussen Denemarken en Zweden.
  - 2017 - De 3300 gele praatpalen langs de autosnelwegen in Nederland zijn vanaf vandaag uitgeschakeld. In 1999 kwamen er nog 100.000 meldingen via de palen binnen, maar door de opkomst van de mobiele telefoon zijn ze nu overbodig.
- Kunst en cultuur
  - 1862 - Stichting van de Russische Staatsbibliotheek in Moskou.
  - 2005 - Er wordt een nieuw werk van Leonardo da Vinci gevonden tijdens een infraroodscan van het schilderij "Madonna in de Grot", ook van Leonardo da Vinci, in het Louvre te Parijs.
- Media
  - 1861 - In Rome verschijnt het eerste nummer van de L'Osservatore Romano, het officiële nieuwsblad van het Vaticaan.
  - 1959 - Willem Duys maakt zijn debuut als televisiepresentator.
  - 2006 - Jan Blokker schrijft zijn laatste column in de Volkskrant. Hij stapt over naar NRC Handelsblad.
  - 2019 - Een nieuwe reality televisieserie gaat van start: Het Spaanse Dorp: Polopos op RTL 4.
- Oorlog
  - 251 - Slag bij Abrittus: De Goten verslaan het Romeinse leger (3 legioenen) bij de Dobroedzja in Moesië. Keizer Decius en zijn zoon Herennius Etruscus sneuvelen in de veldslag.
  - 1520 - La noche triste: duizenden Indianen en 400 Spanjaarden komen om terwijl ze uit Tenochtitlan vluchten.
  - 1690 - In het kader van de zogenaamde Negenjarige Oorlog komt het tot een veldslag bij Fleurus, Henegouwen. Franse legers onder leiding van maarschalk Luxembourg verslaan de geallieerde troepen.
  - 1863 - Begin van de Slag bij Gettysburg in de Amerikaanse Burgeroorlog.
  - 1916 - Eerste Wereldoorlog: eerste dag van de Slag aan de Somme. Op deze dag komen 20.000 soldaten van het Britse leger om, en raken 40.000 gewond. Het einde van de slag is in november.
  - 1942 - Het Centraal Vluchtelingenkamp Westerbork komt onder het bestuur van de Duitsers als doorgangskamp Westerbork.
  - 1994 - Een onderzoekscommissie van de Verenigde Naties publiceert een rapport waarin wordt geconcludeerd dat "de regering van Rwanda en de Hutu-strijdkrachten schuldig zijn aan de massaslachtingen op de Tutsi-bevolkingsgroep, die een vooropgezette en systematisch uitgevoerde campagne van genocide zijn".
- Politiek
  - 69 - In Alexandrië roept Tiberius Julius Alexander met steun van zijn legioenen Vespasianus uit tot keizer.
  - 1862 - Huwelijk van prins Lodewijk van Hessen-Darmstadt en prinses Alice van het Verenigd Koninkrijk op het eiland Wight.
  - 1867 - De Dominion Canada wordt gevormd doordat Upper Canada (Ontario), Lower Canada (Quebec), New Brunswick en Nova Scotia samengevoegd worden tot een confederatie.
  - 1921 - Oprichting van de Communistische Partij van China in Sjanghai.
  - 1959 - Samenvoeging van de gemeenten Opmeer en Spanbroek in Noord-Holland tot de nieuwe gemeente Opmeer.
  - 1959 - Verkiezing van Heinrich Lübke tot tweede bondspresident van West-Duitsland.
  - 1962 - Onafhankelijkheid van Rwanda en Burundi.
  - 1964 - Herverkiezing van Heinrich Lübke tot bondspresident van West-Duitsland.
  - 1968 - Nucleair Non-proliferatieverdrag wordt getekend door ongeveer zestig landen in Genève, Zwitserland.
  - 1968 - De lidstaten van de EEG schaffen de onderlinge douanerechten op industrieproducten af.
  - 1969 - Beëdiging van Gustav Heinemann als derde bondspresident van West-Duitsland.
  - 1971 - De Utrechtse gemeentes Jutphaas en Vreeswijk worden samengevoegd tot de nieuwe gemeente Nieuwegein.
  - 1974 - Argentijns president Juan Perón overlijdt, waarna zijn vrouw en vicepresident Isabel Martínez de Perón het presidentschap overneemt.
  - 1974 - Beëdiging van Walter Scheel als vierde bondspresident van West-Duitsland.
  - 1979 - Beëdiging van Karl Carstens als vijfde bondspresident van West-Duitsland.
  - 1984 - Beëdiging van Richard von Weizsäcker als zesde bondspresident van West-Duitsland.
  - 1987 - De Europese Akte treedt in werking.
  - 1989 - Het nieuwe militaire regime in Soedan, geleid door parachutisten-generaal Omar al-Bashir, schort met onmiddellijke ingang alle burgerlijke vrijheden op, verbiedt politieke partijen en stelt een onbeperkte avondklok in.
  - 1990 - De economische en monetaire unie tussen de Bondsrepubliek Duitsland en de Duitse Democratische Republiek gaat van start. De laatste grenscontroles worden door de DDR opgeheven en de Oost-Duitse Mark wordt in de DDR vervangen door de Duitse mark.
  - 1991 - Het Warschau Pact wordt officieel opgeheven.
  - 1991 - Zweden verzoekt om toetreding tot de Europese Gemeenschap.
  - 1994 - Beëdiging van Roman Herzog als zevende bondspresident van Duitsland.
  - 1997 - Het Verenigd Koninkrijk geeft Hongkong terug aan China.
  - 1999 - Beëdiging van Johannes Rau als achtste bondspresident van Duitsland.
  - 2004 - Beëdiging van Horst Köhler als negende bondspresident van Duitsland.
  - 2005 - De Duitse kanselier Schröder verliest (opzettelijk) het vertrouwen van de bondsdag en wil zo nieuwe verkiezingen provoceren.
  - 2006 - Finland neemt het voorzitterschap van de Europese Unie over van Oostenrijk.
  - 2006 - Koningin Beatrix benoemt Ruud Lubbers tot informateur om de mogelijkheid van een minderheidskabinet van CDA en VVD te onderzoeken.
  - 2011 - President Hugo Chávez van Venezuela heeft kanker en is daaraan geopereerd in Cuba, zo maakt hij bekend in een televisietoespraak.
  - 2013 - Kroatië wordt lid van de Europese Unie.
  - 2016 - Letland wordt lid van de OESO.
  - 2021 - Burgemeester Femke Halsema van Amsterdam biedt excuses aan voor de betrokkenheid van de stad bij de slavenhandel en slavernij en het daardoor veroorzaakte leed.[1]
- Recreatie
  - 1991 - In de Efteling wordt de attractie Pegasus geopend.
  - 2007 - In Attractiepark Toverland wordt de houten achtbaan Troy geopend.
  - 2010 - In Tokyo Disneyland wordt de attractie Captain EO heropend.
  - 2010 - In de Efteling wordt de attractie Joris en de Draak geopend.
  - 2015 - In de Efteling opent de duikachtbaan Baron 1898 voor bezoekers.
  - 2017 - Attractiepark de Efteling opent darkride Symbolica.
  - 2019 - In Walibi Holland opent de achtbaan Untamed, Europa's eerste hybride achtbaan.
  - 2023 - Attractiepark Toverland opent vier nieuwe attracties waaronder Dragonwatch en Pixarus.[2]
- Religie
  - 1067 - Inwijding van de abdijkerk van Jumièges in Normandië door de aartsbisschop van Rouen aanwezigheid van Willem de Veroveraar.
  - 1517 - Paus Leo X creëert 31 nieuwe kardinalen, onder wie de Nederlandse bisschop van Tortosa Adriaan Florenszoon Boeyens. Dit was tot 18 februari 1946 het consistorie met het grootste aantal nieuwe kardinalen.
  - 1523 - Eerste executie van protestanten in de Spaanse Nederlanden. Op de Grote Markt in Brussel sterven Hendrik Voes en Jan van Essen (twee Antwerpse monniken) op de brandstapel.
  - 1910 - Verheffing van het rooms-katholieke bisdom Ispahan (Isfahan) in Fars tot aartsbisdom Ispahan (Latijn).
- Sport
  - 1903 - Vertrek van de eerste Ronde van Frankrijk.
  - 1915 - Oprichting van de Luxemburgse voetbalclub Avenir Beggen.
  - 1940 - Oprichting van de Slowaakse voetbalclub FK Inter Bratislava.
  - 1942 - Oprichting van de Zwitserse voetbalclub FC Le Mont.
  - 1965 - In Enschede wordt profvoetbalclub FC Twente opgericht na een fusie tussen Sportclub Enschede en de Enschedese Boys.
  - 1965 - Oprichting van de Slowaakse voetbalclub VTJ Dukla Banská Bystrica.
  - 1968 - Oprichting van profvoetbalclub Fortuna Sittard na een fusie tussen Fortuna '54 en RKSV Sittardia.
  - 1970 - In Utrecht wordt de profvoetbalclub FC Utrecht opgericht na een fusie tussen de Utrechtse voetbalclubs DOS, USV Elinkwijk en Velox.
  - 1979 - Openingsceremonie van de achtste Pan-Amerikaanse Spelen, gehouden in San Juan.
  - 1981 - In Nijmegen splitsen de amateurs van SC NEC zich af van de betaald voetbal organisatie N.E.C..
  - 1982 - Zwemmer Michael Groß uit West-Duitsland scherpt in Darmstadt het Europees record van Pär Arvidsson op de 100 meter vlinderslag aan tot 54,00.
  - 1990 - Oprichting van voetbalclub FC Zwolle als voortzetting van PEC, PEC Zwolle en PEC Zwolle'82.
  - 2004 - Oprichting van de Duitse voetbalclub FC Ingolstadt 04 na een fusie van ESV Ingolstadt en MTV Ingolstadt.
  - 2005 - Als 38ste club en als eerste club uit de provincie Flevoland treedt FC Omniworld uit Almere toe tot het betaald voetbal.
  - 2007 - Felipe Massa wint de F1 GP van Frankrijk op het circuit van (Magny-Cours).
  - 2007 - Koos Moerenhout is Nederlands kampioen wielrennen op de weg geworden in Maastricht.
  - 2008 - Oprichting van de Deense voetbalclub FC Vestsjælland.
  - 2012 - De finale van het EK voetbal wordt gewonnen door Spanje. Ze verslaan Italië met 4-0.
  - 2017 - De Ronde van Frankrijk is gestart in de Duitse stad Düsseldorf. Geraint Thomas wint de eerste etappe en favoriet Alejandro Valverde valt al uit door een valpartij op het natte wegdek.
  - 2017 - Annemiek van Vleuten wint de tweede etappe van de Giro Rosa.
  - 2018 - Max Verstappen wint op de Red Bull Ring de GP van Oostenrijk.
  - 2022 - Tim van Rijthoven bereikt de achtste finales van Wimbledon. Ook Botic van de Zandschulp is nog in de race om dat te halen.
- Wetenschap en technologie
  - 1847 - Ontdekking van planetoïde (6) Hebe door Karl Ludwig Hencke te Driesen.[3]
  - 1852 - Het Haarlemmermeer valt droog.
  - 1858 - De evolutietheorie van Charles Darwin en Alfred Russel Wallace wordt gepubliceerd door de Linnaean Society van Londen.
  - 1957 - De Koning Boudewijnbasis wordt geopend.
  - 1962 - NASA sticht het 'Launch Operations Center' aan de oostkust van Florida.[4]
  - 1994 - De PTT opent het eerste GSM-netwerk in Nederland.
  - 1999 - Het hibernerende Giotto ruimtevaartuig passeert de Aarde op een afstand van 219.000 km.[5]
  - 2004 - De Amerikaans-Europese ruimtesonde Cassini komt in een baan rond Saturnus.[6] De sonde werd gelanceerd in 1997.
  - 2012 - In Kazachstan landt André Kuipers na een verblijf van 159 dagen in het Internationaal ruimtestation ISS.

## Geboren

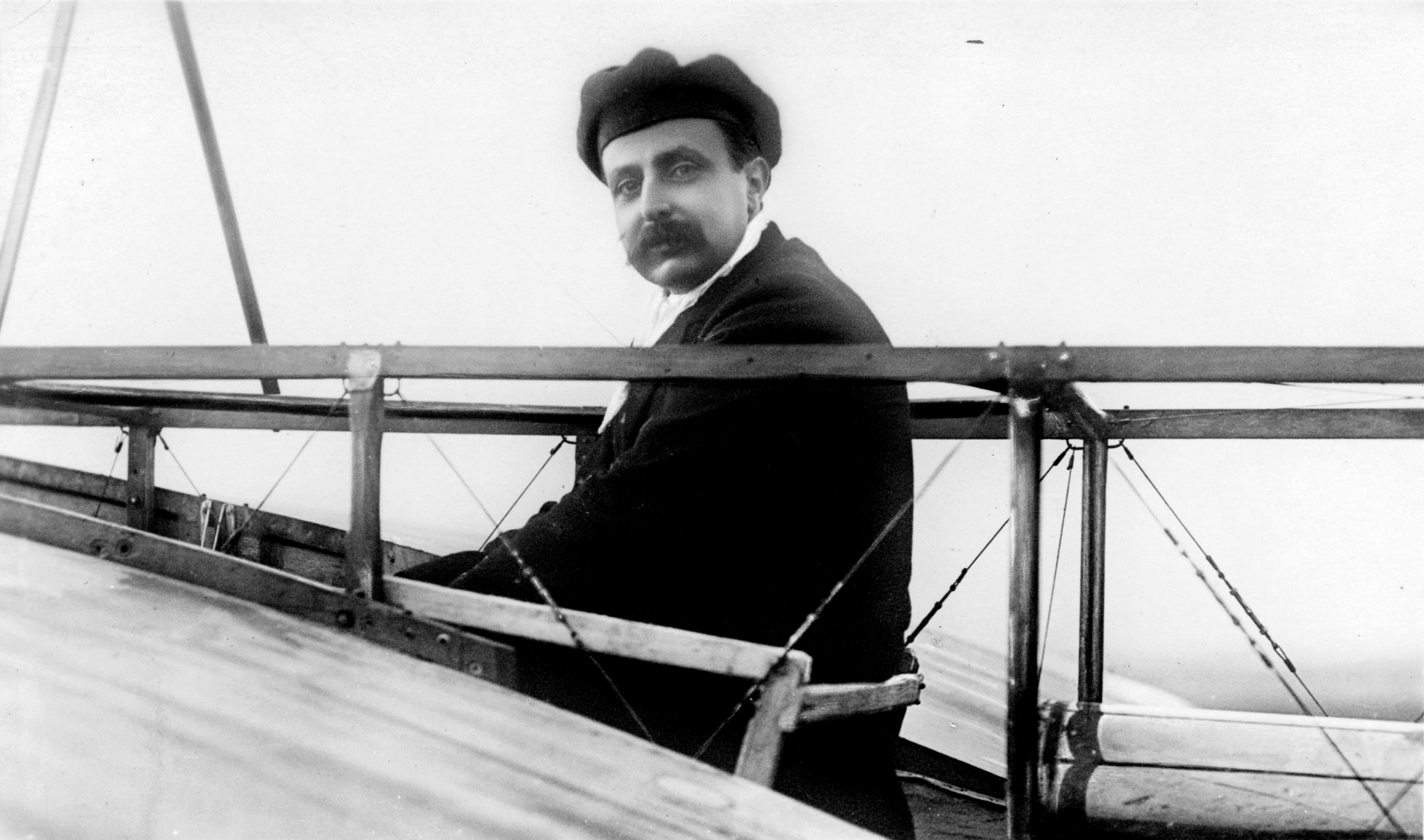
Louis Blériot
geboren in 1872

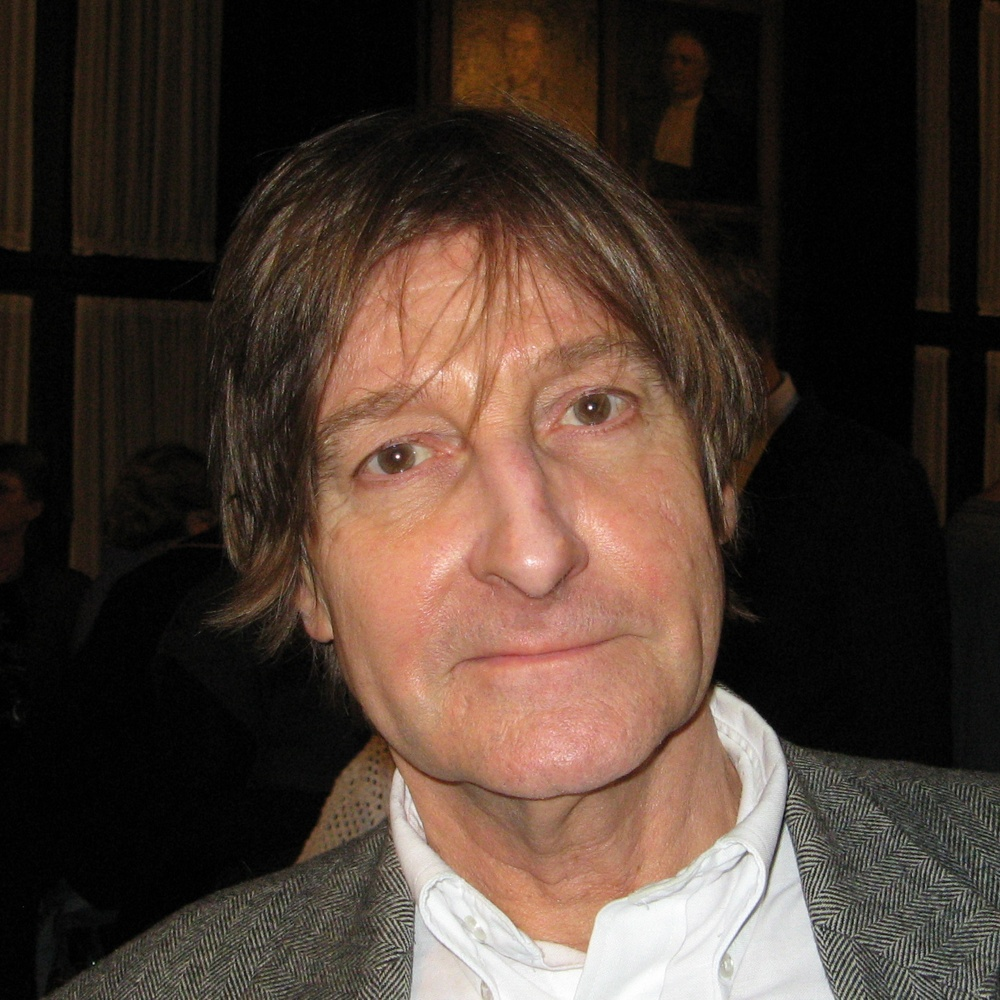
Wim T. Schippers
geboren in 1942

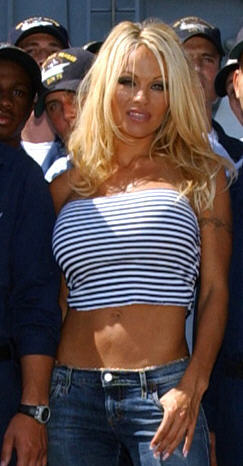
Pamela Anderson
geboren in 1967

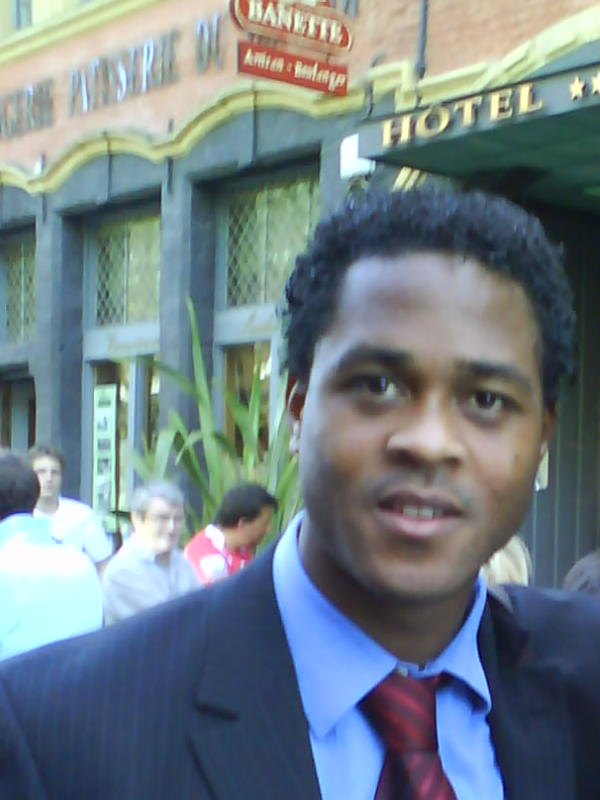
Patrick Kluivert
geboren in 1976

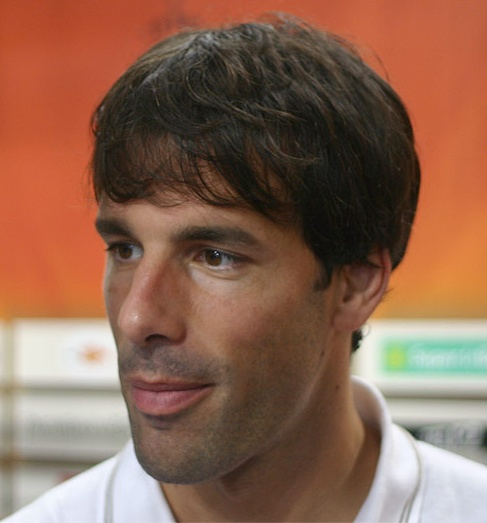
Ruud van Nistelrooij
geboren in 1976

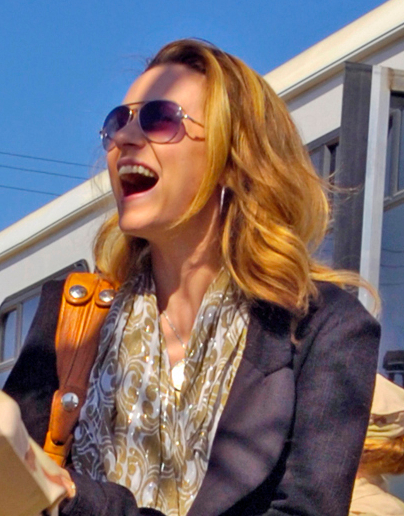
Hilarie Burton
geboren in 1982

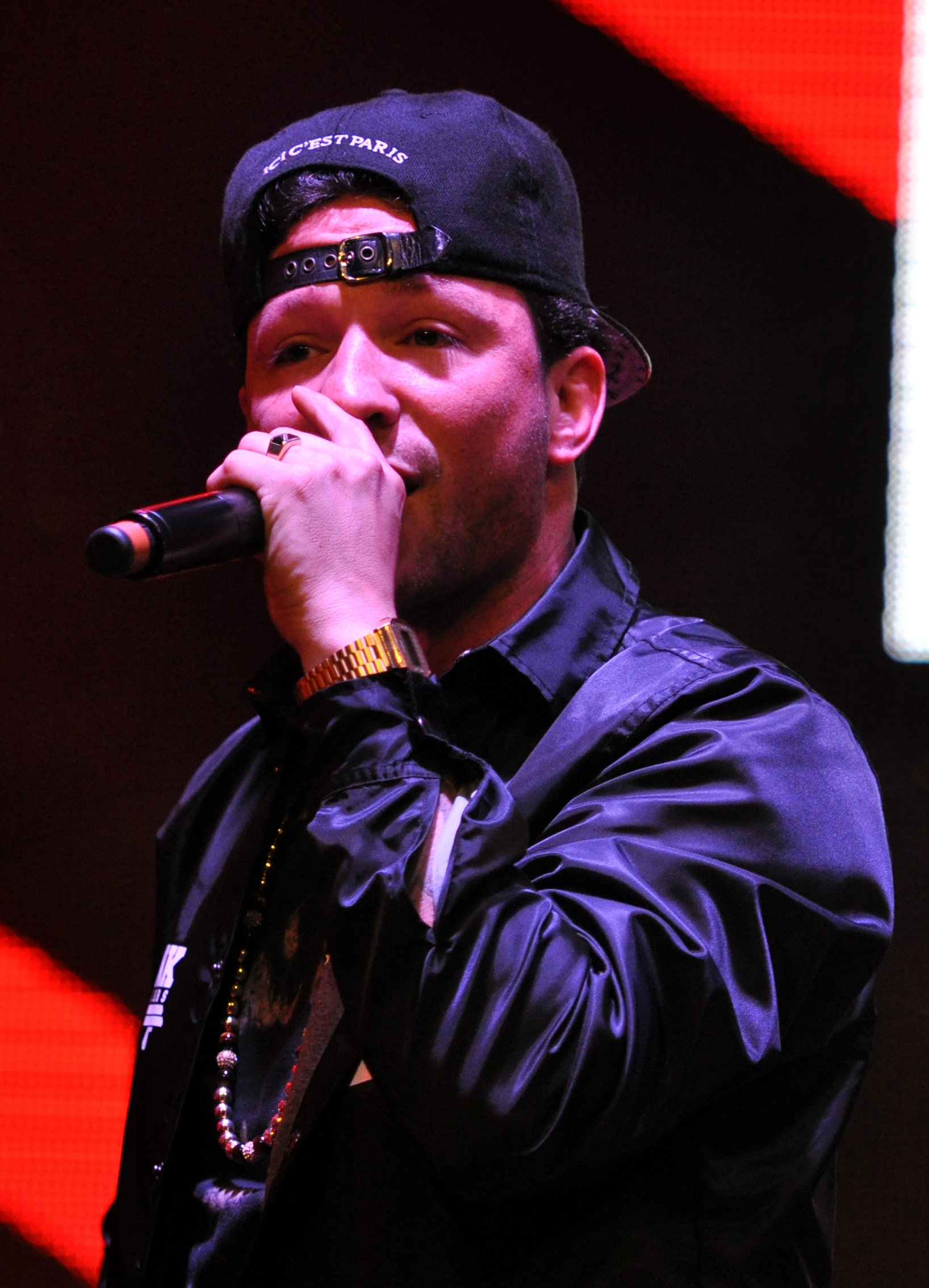
Kraantje Pappie
geboren in 1986

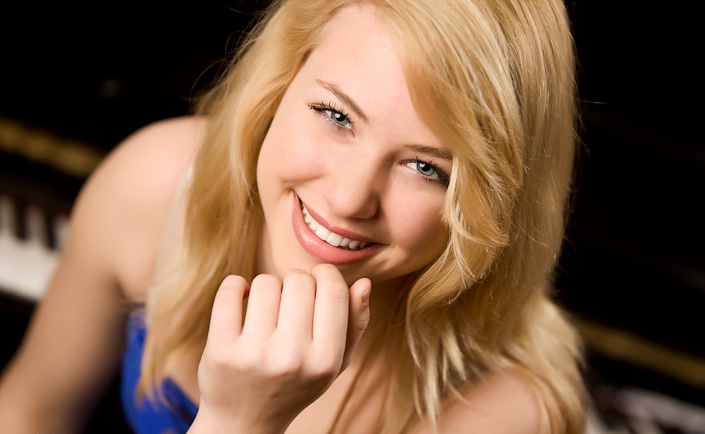
Fabiënne Bergmans
geboren in 1998

- 1481 - Christiaan II, koning van Denemarken, Noorwegen en Zweden (overleden 1559)
- 1506 - Lodewijk II, koning van Hongarije en Bohemen (overleden 1526)
- 1534 - Frederik II van Denemarken, koning van Denemarken en Noorwegen (overleden 1588)
- 1646 - Gottfried Wilhelm Leibniz, Duits wiskundige, filosoof, natuurkundige, historicus, rechtsgeleerde en diplomaat (overleden 1716)
- 1742 - Georg Christoph Lichtenberg, Duits schrijver en natuurkundige (overleden 1799)
- 1788 - Jean-Victor Poncelet, Frans meetkundige en ingenieur (overleden 1867)
- 1795 - Theodor Lachner, Duits organist (overleden 1877)
- 1804 - George Sand, Frans schrijfster (overleden 1876)
- 1818 - Ignaz Semmelweis, Oostenrijks-Hongaars arts (overleden 1865)
- 1872 - Louis Blériot, Frans luchtvaartpionier (overleden 1936)
- 1879 - Jake Atz, Amerikaans honkballer (overleden 1945)
- 1891 - László Deák, Hongaars (SS-)officier en oorlogsmisdadiger (overleden 1946)
- 1892 - James M. Cain, Amerikaans roman- en scenarioschrijver (overleden 1977)
- 1899 - Charles Laughton, Brits acteur (overleden 1962)
- 1902 - William Wyler, Duits-Amerikaans filmregisseur (overleden 1981)
- 1903 - Amy Johnson, Engelands eerste pilote (overleden 1941)
- 1905 - Jan Popkes van der Zee, Nederlands kunstschilder (overleden 1954)
- 1906 - Estée Lauder, oprichtster van het cosmeticabedrijf Estée Lauder (overleden 2004)
- 1907 - Joop Overdijk, Nederlands atleet (overleden 2001)
- 1908 - Peter Anders, Duits operazanger (overleden 1954)
- 1909 - Juan Carlos Onetti, Uruguayaans schrijver (overleden 1994)
- 1915 - Manuel del Rosario, Filipijns bisschop (overleden 2009)
- 1916 - Olivia de Havilland, Amerikaans actrice (overleden 2020)
- 1921 - Seretse Khama, Botswaans nationalist (overleden 1980)
- 1922 - Phil Bosmans, Belgisch schrijver (overleden 2012)
- 1922 - Klaus Wüsthoff, Duits componist en dirigent (overleden 2021)
- 1923 - Kornél Pajor, Hongaars schaatser (overleden 2016)
- 1924 - Tiete Damsté-Terpstra, Nederlands logopedist (overleden 2020)
- 1925 - Farley Granger, Amerikaans acteur (overleden 2011)
- 1926 - Hans Werner Henze, Duits componist (overleden 2012)
- 1926 - J.J. Voskuil, Nederlands schrijver (overleden 2008)
- 1930 - Moustapha Akkad, Syrisch-Amerikaans regisseur en filmproducent (overleden 2005)
- 1930 - Sigmund Rolat (Zygmunt Rozenblat), Amerikaans filantroop, kunstverzamelaar en zakenman (overleden 2024)
- 1930 - Hans van der Voet, Nederlands ambtenaar en bestuurder (overleden 2019)
- 1931 - Leslie Caron, Frans actrice
- 1932 - Adam Harasiewicz, Pools pianist
- 1934 - Claude Berri, Frans regisseur (overleden 2009)
- 1934 - Jamie Farr, Amerikaans acteur
- 1934 - Jean Marsh, Brits actrice (overleden 2025)
- 1934 - Sydney Pollack, Amerikaans filmregisseur, -producer en -acteur (overleden 2008)
- 1935 - David Prowse, Brits gewichtheffer, bodybuilder en acteur (overleden 2020)
- 1936 - Syl Johnson, Amerikaans muzikant (overleden 2022)
- 1936 - Jordi Porta i Ribalta, Spaans filosoof en cultureel activist (overleden 2023)
- 1936 - Gerard Soeteman, Nederlands scenarioschrijver (overleden 2025)
- 1937 - Milo Sarens, Belgisch bokser (overleden 2020)
- 1938 - Susan Maughan (eig. Marian Maughan), Brits zangeres
- 1939 - Karen Black, Amerikaans actrice (overleden 2013)
- 1939 - Hans Emmering, Nederlands journalist, presentator en programmamaker (overleden 2008)
- 1939 - Frank Parker, Amerikaans acteur (overleden 2018)
- 1941 - Remco Ekkers, Nederlands dichter (overleden 2021)
- 1941 - Khalil El Moumni, Marokkaans imam (overleden 2020)
- 1941 - Bert Kuijpers, Nederlands zanger, dichter en cabaretier (overleden 2021)
- 1941 - Myron Scholes, Canadees econoom
- 1941 - Ernie de Vos, Canadees autocoureur (overleden 2005)
- 1942 - Wim T. Schippers, Nederlands schrijver en tv-maker
- 1943 - Johan Bontekoe, Nederlands zwemmer (overleden 2006)
- 1943 - Jeff Wayne, Amerikaans muzikant en componist
- 1945 - Deborah Harry, Amerikaans zangeres
- 1945 - Mladen Ramljak, Kroatisch voetballer (overleden 1978)
- 1945 - Guy Theunis, Belgisch pater in Rwanda
- 1947 - Kazuyoshi Hoshino, Japans autocoureur
- 1949 - John Farnham, Australisch zanger
- 1949 - Carry Slee, Nederlands schrijfster van hoofdzakelijk jeugdboeken
- 1951 - Martin Indyk, Amerikaans diplomaat (overleden 2024)
- 1951 - Harrie Jekkers, Nederlands muzikant, schrijver en cabaretier
- 1952 - Dan Aykroyd, Canadees acteur
- 1952 - Joachim Zeller, Duits politicus (overleden 2023)
- 1953 - Lawrence Gonzi, premier van Malta
- 1954 - György Horkai, Hongaars waterpoloër
- 1955 - Fred Diks, Nederlands kinderboekenschrijver en theatermaker
- 1955 - Li Keqiang, Chinees politicus (overleden 2023)
- 1958 - Yasmin Ahmad, Maleisisch regisseur, scenarioschrijfster, producer en actrice (overleden 2009)
- 1958 - F. Starik, Nederlands dichter, fotograaf, performer en beeldend kunstenaar (overleden 2018)
- 1960 - Michael Glowatzky, Oost-Duits voetballer
- 1960 - Geert Hoste, Belgisch komiek en cabaretier
- 1961 - Malcolm Elliott, Brits wielrenner
- 1961 - Carl Lewis, Amerikaans atleet en olympisch kampioen
- 1961 - Victoria Nuland, Amerikaans diplomate en politica
- 1961 - Carlo Simionato, Italiaans atleet
- 1961 - Diana Spencer, Engels prinses (overleden 1997)
- 1962 - Andre Braugher, Amerikaans acteur (overleden 2023)
- 1963 - Igor Zjelezovski, Russisch schaatser (overleden 2021)
- 1964 - Francisco Maciel, Mexicaans tennisser
- 1964 - Franz Wohlfahrt, Oostenrijks voetballer
- 1966 - Frank De Bleeckere, Belgisch voetbalscheidsrechter
- 1966 - Rómer Roca, Boliviaans voetballer
- 1966 - Carly Wijs, Nederlands actrice
- 1967 - Pamela Anderson, Amerikaans actrice
- 1967 - Marisa Monte, Braziliaans zangeres
- 1968 - Marjorie van de Bunt, Nederlands wintersporter
- 1970 - Karen Mulder, Nederlands fotomodel
- 1971 - Missy Elliott, Amerikaans singer-songwriter en producer
- 1971 - Bieke Ilegems, Belgisch actrice
- 1971 - Marlayne Sahupala, Nederlands zangeres en presentatrice
- 1972 - Maurice Limmen, Nederlands politicus (CDA) en (vakbonds)bestuurder
- 1972 - Steffi Nerius, Duits atlete
- 1973 - Mariastella Gelmini, Italiaans politicus
- 1974 - Jefferson Pérez, Ecuadoraans atleet
- 1975 - Sufjan Stevens, Amerikaans muzikant
- 1976 - Mohammed Azaay, Marokkaans-Nederlands acteur
- 1976 - Kamal Boulahfane, Algerijns atleet
- 1976 - Patrick Kluivert, Nederlands voetballer
- 1976 - Ruud van Nistelrooij, Nederlands voetballer
- 1976 - Rigobert Song, Kameroens voetballer
- 1976 - Hannu Tihinen, Fins voetballer
- 1976 - Szymon Ziółkowski, Pools atleet
- 1977 - Jarome Iginla, Canadees ijshockeyer
- 1977 - Björn Leukemans, Belgisch wielrenner
- 1977 - Veselin Petrović, Servisch basketbalspeler
- 1977 - Verónica Sánchez, Spaans actrice
- 1977 - Birgit Schuurman, Nederlands zangeres en actrice
- 1977 - Liv Tyler, Amerikaans filmactrice
- 1978 - Mark Hunter, Brits roeier
- 1979 - Sylvain Calzati, Frans wielrenner
- 1979 - Emily Cook, Amerikaans freestyleskiester
- 1980 - Michael Berrer, Duits tennisser
- 1980 - Matthijs Brouwer, Nederlands hockeyer
- 1980 - Bert Leenaerts, Belgisch atleet
- 1981 - Yoshimi Ozaki, Japans atlete
- 1981 - Flavia Rigamonti, Zwitsers zwemster
- 1982 - Hilarie Burton, Amerikaans actrice
- 1982 - Carmella DeCesare, Amerikaans model
- 1982 - Joachim Johansson, Zweeds tennisser
- 1982 - Mirjam Timmer, Nederlands zangeres
- 1982 - Johann Tschopp, Zwitsers wielrenner
- 1983 - Sherif Ekramy, Egyptisch voetbaldoelman
- 1983 - Roland Juhász, Hongaars voetballer
- 1984 - Jaysuma Saidy Ndure, Gambiaans-Noors atleet
- 1984 - Donald Thomas, Bahamaans atleet
- 1984 - Chaouki Ben Saada, Tunesisch voetballer
- 1985 - Boy-Boy Mosia, Zuid-Afrikaans voetballer (overleden 2016)
- 1985 - Léa Seydoux, Frans actrice
- 1986 - Kraantje Pappie, Nederlands rapper
- 1988 - Dario Bel, Kroatisch voetbalscheidsrechter
- 1988 - Thierry Doubai, Ivoriaans voetballer
- 1988 - Evan Ellingson, Amerikaans acteur (overleden 2023)
- 1988 - Sofiane Milous, Frans judoka
- 1989 - Nathanaël Berthon, Frans autocoureur
- 1989 - Mehdi Carcela, Belgisch voetballer
- 1989 - Cléopatre Darleux, Frans handbalster
- 1989 - Kevin Kühnert, Duits politicus
- 1989 - Tom-Jelte Slagter, Nederlands wielrenner
- 1989 - Daniel Ricciardo, Australische F1-coureur
- 1990 - Andrew Fenn, Engels wielrenner
- 1991 - Kev Adams, Frans stand-up comedian en acteur
- 1991 - Anmar Almubaraki, Iraaks-Nederlands voetballer
- 1991 - Jos Leijdekkers, Nederlands drugscrimineel
- 1992 - Kirsten Moore-Towers, Canadees kunstschaatsster
- 1992 - Brandie Wilkerson, Canadees beachvolleyballer
- 1993 - Mitchel Michaelis, Nederlands voetballer
- 1993 - Katie Sarife, Amerikaans actrice
- 1993 - Nino Tsiklaoeri, Georgisch alpineskiester
- 1994 - Mohamed Rayhi, Nederlands-Marokkaans voetballer
- 1996 - KallMeKris, Canadese Youtuber en TikTokker
- 1997 - Mohamed El Hankouri, Nederlands-Marokkaans voetballer
- 1998 - Mikael Anderson, IJslands voetballer
- 1998 - Fabiënne Bergmans, Nederlands zangeres
- 1998 - Boyd Lucassen, Nederlands voetballer
- 1998 - Jordi Meeus, Belgisch wielrenner
- 1998 - Adrián Szőke, Servisch-Hongaars voetballer
- 1999 - Hennos Asmelash, Nederlands voetballer
- 1999 - Kanya Fujimoto, Japans voetballer
- 1999 - Romario Rösch, Duits voetballer
- 1999 - Ramiro Vaca, Boliviaans voetballer
- 2000 - Tali Golergant, Luxemburgs-Israëlisch zangeres
- 2001 - Marie Höbinger, Oostenrijks voetbalster
- 2001 - Mykola Koecharevytsj, Oekraïens voetballer
- 2001 - Mika Mármol, Spaans voetballer
- 2003 - Tate McRae, Canadees zangeres
- 2003 - Reshad de Gerus, Frans autocoureur
- 2004 - Alejandro Garnacho, Argentijns-Spaans voetballer
- 2005 - Lilli Halttunen, Fins voetbalster
- 2005 - Rikuto Kobayashi, Japans autocoureur
- 2006 - Muriel Furrer,  Zwitsers wielrenster (overleden 2024)
- 2006 - Melina Kunkel, Duits voetbalster

## Overleden

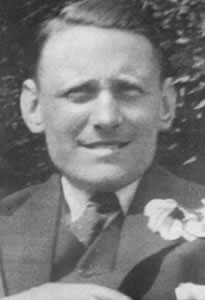
Willem Arondéus
overleden in 1943

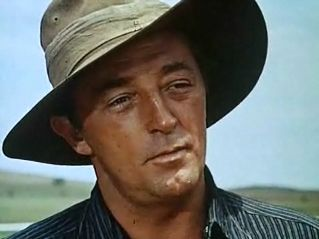
Robert Mitchum
overleden in 1997

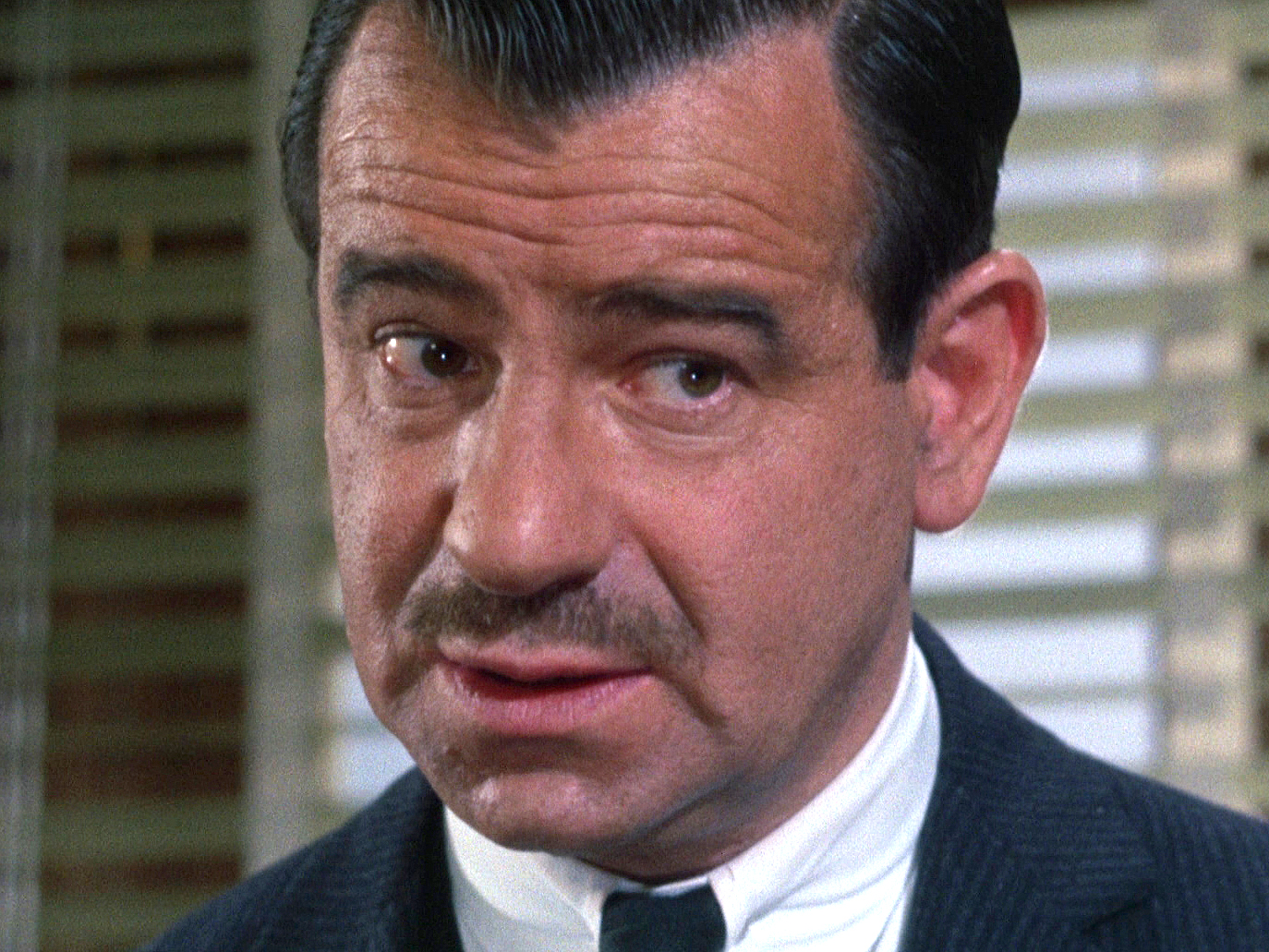
Walter Matthau
overleden in 2000

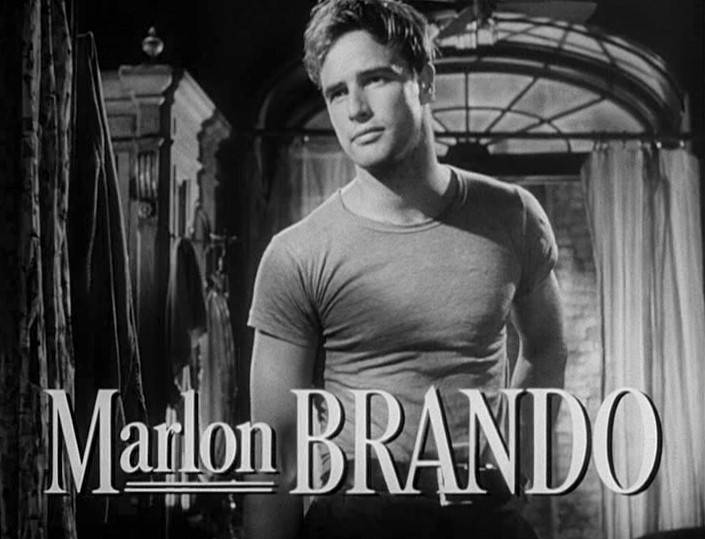
Marlon Brando
overleden in 2004

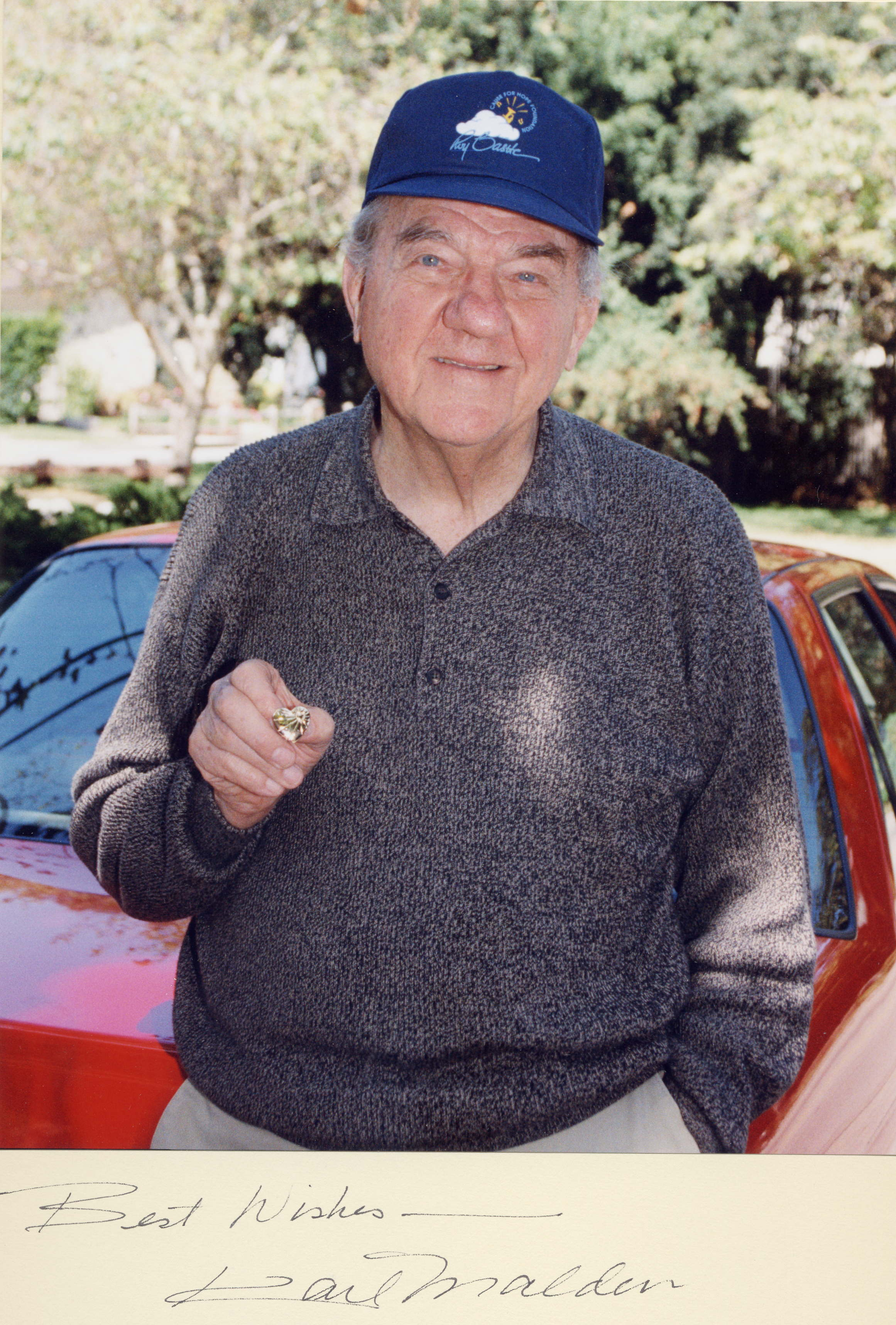
Karl Malden
overleden in 2009

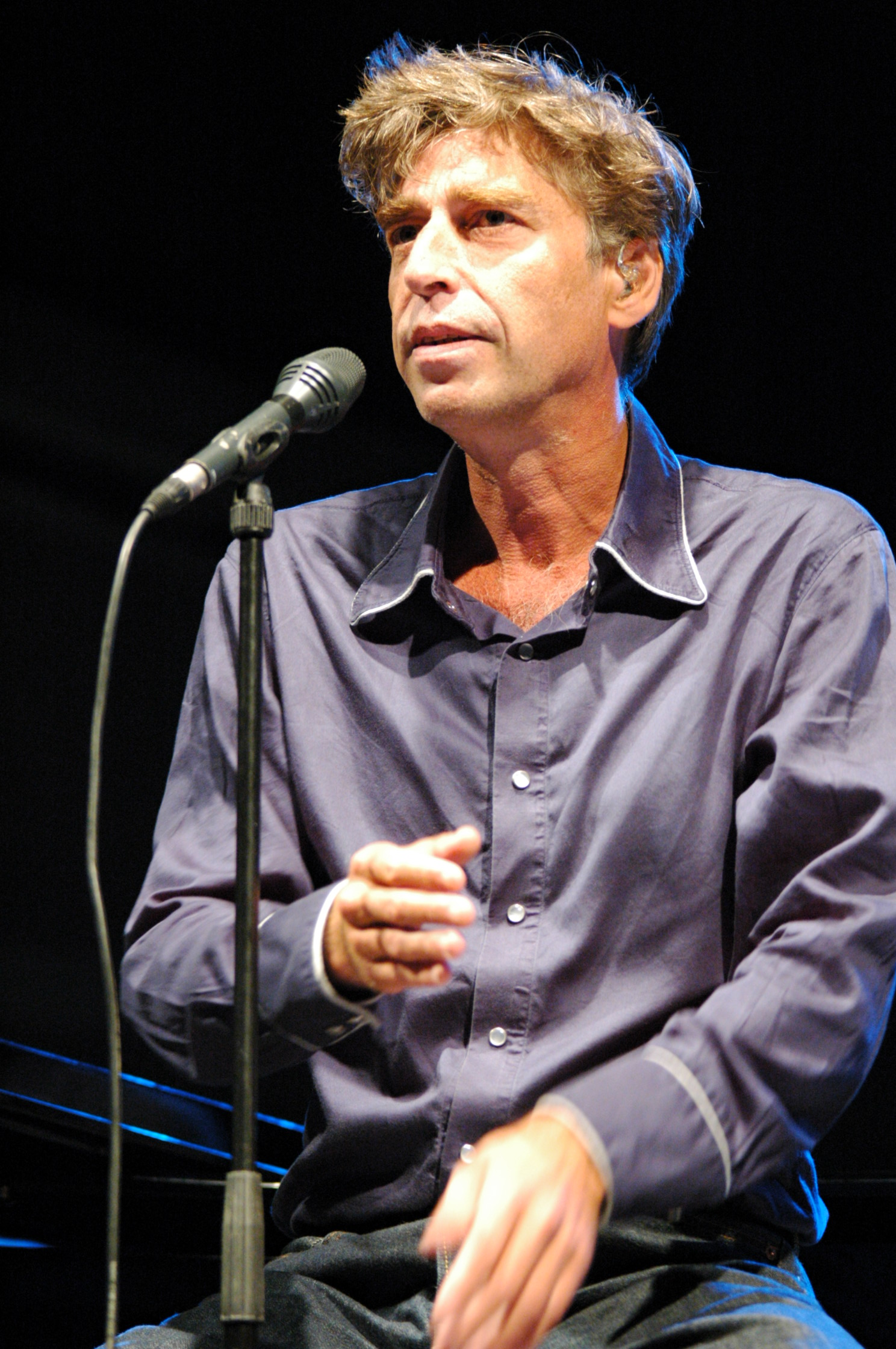
Maarten van Roozendaal
overleden in 2013

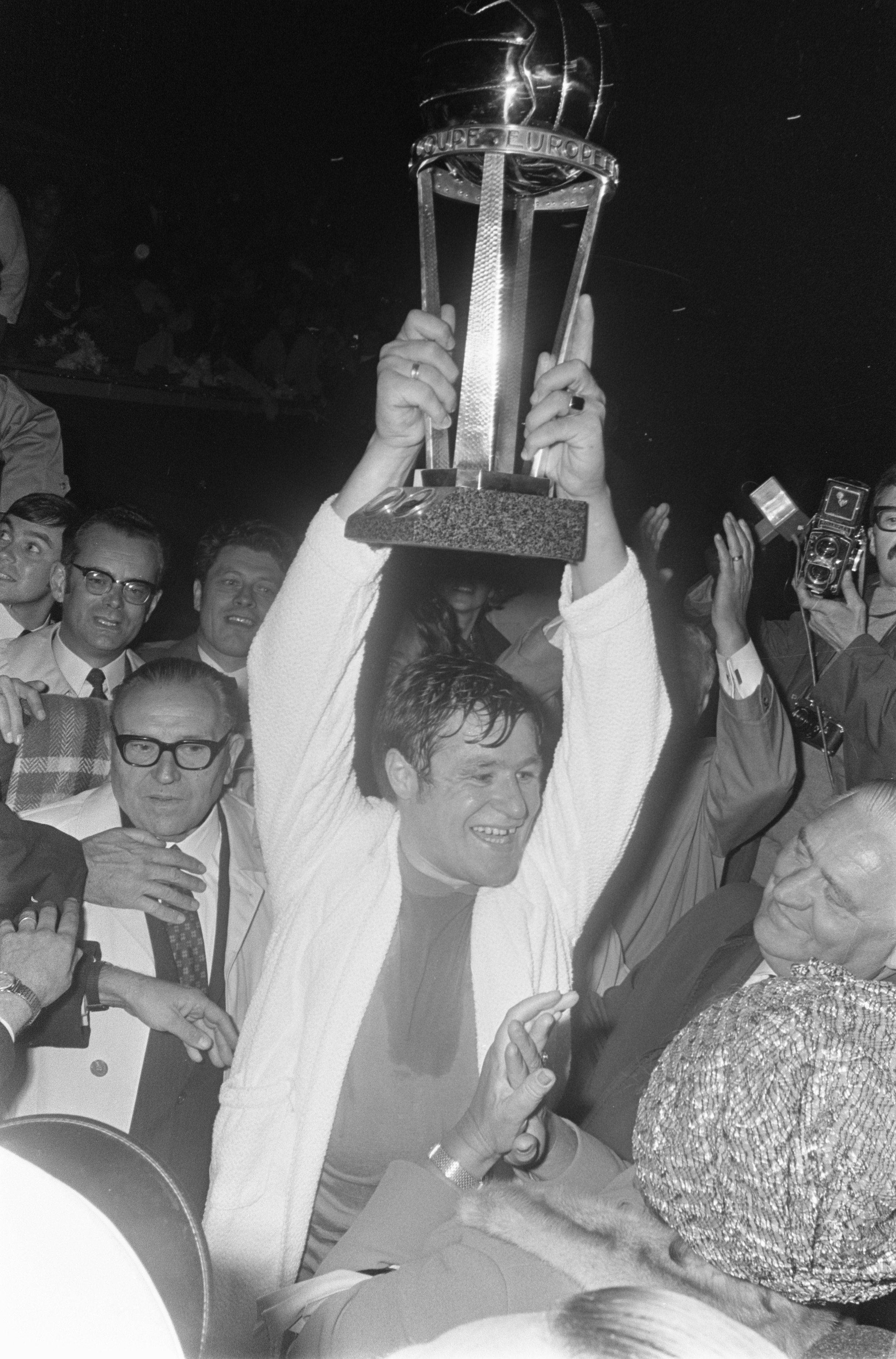
Rinus Israël
overleden in 2025

- 251 - Herennius Etruscus (25?), keizer van Rome
- 251 - Traianus Decius (50?/60?), keizer van Rome
- 1277 - Baibars (~54), sultan van Egypte en Syrië
- 1589 - Christoffel Plantijn (~69), Belgisch boekdrukker en uitgever van Franse afkomst
- 1681 - Oliver Plunkett (51), aartsbisschop van Armagh
- 1736 - Ahmet III (62), 23ste sultan van het Ottomaanse Rijk
- 1784 - Wilhelm Friedemann Bach (73), Duits componist
- 1790 - William Roy (64), Schots militair ingenieur en onderzoeker van de klassieke oudheid
- 1839 - Mahmut II (53), Osmaans sultan
- 1847 - Georg Friedrich Kersting (61), Duits kunstschilder
- 1860 - Charles Goodyear (59), Amerikaans bandenfabrikant
- 1876 - Michail Bakoenin (62), Russisch anarchist
- 1884 - Allan Pinkerton (64), Amerikaans detective
- 1891 - Mihail Kogălniceanu (73), Roemeens politicus
- 1896 - Harriet Beecher Stowe (85), Amerikaans schrijfster
- 1916 - Robert Somers-Smith (28), Brits roeier
- 1925 - Erik Satie (59), Frans componist en pianist
- 1925 - Jan Veth (61), Nederlands schilder en kunsthistoricus
- 1928 - Frank Yale (35), Amerikaans gangster
- 1930 - Maximilian Njegovan (71), Oostenrijks-Hongaars marine-officier
- 1939 - Louis Davids (55), Nederlands cabaretier en revue-artiest
- 1943 - Willem Arondéus (48), Nederlands schrijver, kunstenaar en verzetsstrijder
- 1943 - Sjoerd Bakker, Nederlands verzetsstrijder
- 1943 - Cornelis Leende Barentsen (50), Nederlands verzetsstrijder
- 1943 - Rudi Bloemgarten (23), Nederlands verzetsstrijder
- 1943 - Johan Brouwer (45), Nederlands verzetsstrijder
- 1943 - Karl Gröger, Oostenrijks verzetsstrijder in Nederland tijdens de Tweede Wereldoorlog
- 1943 - Henri Halberstadt (26), Nederlands verzetsstrijder
- 1943 - Coos Hartogh (26), Nederlands verzetsstrijder
- 1943 - Joseph Péters (49), Belgische priester en verzetsstrijder
- 1943 - Wolfgang Römer (26), Duits militair
- 1944 - Maurits Colman (55), Belgisch atleet en voetballer
- 1946 - Arturo Reghini (67), Italiaans filosoof, wiskundige en occultist
- 1946 - Frits Koolhoven (60), Nederlands autobouwer, coureur, vliegtuigontwerper en luchtvaartpionier
- 1953 - Joris van den Bergh (71), Nederlands journalist
- 1954 - Phyllis Barry (45), Brits actrice
- 1961 - Louis-Ferdinand Céline (67), Frans auteur
- 1970 - Franz Islacker (44), Duits voetballer
- 1971 - William Lawrence Bragg (81), Engels natuurkundige
- 1974 - Juan Perón (78), Argentijns president
- 1974 - Kick Smit (62), Nederlands voetballer
- 1978 - Kurt Student (88), Duits generaal
- 1979 - Vsevolod Bobrov (56), Sovjet voetballer, bandy- en ijshockeyspeler
- 1981 - Marcel Breuer (79), Hongaars-Amerikaans architect
- 1983 - Richard Buckminster Fuller (87), Amerikaans wetenschapper
- 1987 - Ida de Leeuw van Rees (85), Nederlands modemaakster en omroepmedewerkster
- 1988 - Lex van Delden (68), Nederlands componist
- 1990 - Willem Winkelman (102), Nederlands atleet
- 1991 - Joachim Kroll (58), Duits moordenaar
- 1991 - Michael Landon (54), Amerikaans acteur
- 1995 - Wolfman Jack (57), Amerikaans diskjockey
- 1997 - Robert Mitchum (79), Amerikaans acteur
- 1997 - Gerd Wiltfang (51), Duits springruiter
- 1999 - Hans Maldonado (41), Ecuadoraans voetballer
- 1999 - Guy Mitchell (72), Amerikaans zanger en acteur
- 1999 - Joshua Nkomo (80), Zimbabwaans politicus
- 2000 - Walter Matthau (79), Amerikaans filmacteur
- 2001 - Nikolaj Basov (78), Russisch natuurkundige en Nobelprijswinnaar
- 2002 - David Clarke (72), Brits autocoureur
- 2003 - Henri Coppens (84), Belgisch voetballer
- 2003 - Herbie Mann (73), Amerikaans jazzmusicus
- 2003 - N!Xau (58), Namibisch acteur
- 2004 - Marlon Brando (80), Amerikaans acteur
- 2005 - Karel Glastra van Loon (42), Nederlands schrijver
- 2005 - Luther Vandross (54), Amerikaans R&B- en soulzanger
- 2006 - Ryutaro Hashimoto (68), Japans oud-premier
- 2007 - Reinhoud D'Haese (79), Belgisch beeldhouwer, tekenaar en graficus
- 2007 - Jörg Kalt (40), Duits journalist, filmregisseur en scriptschrijver
- 2008 - Jan van Kilsdonk (91), Nederlands jezuïet, theoloog en pastor
- 2009 - Veronica Hazelhoff (62), Nederlands kinderboekenschrijfster
- 2009 - Karl Malden (97), Amerikaans acteur
- 2009 - Baltasar Porcel (72), Spaans-Catalaans schrijver en journalist
- 2009 - Mollie Sugden (86), Brits actrice
- 2010 - Eddie Moussa (26), Zweeds voetballer
- 2011 - Willie Fernie (82), Schots voetballer
- 2011 - Jean-Louis Rosier (86), Frans autocoureur
- 2012 - Alan Poindexter (50), Amerikaans astronaut
- 2012 - Margot Werner (74), Oostenrijks actrice, zangeres en balletdanseres
- 2013 - Paul Jenkins (74), Amerikaans acteur[7]
- 2013 - Maarten van Roozendaal (51), Nederlands zanger en liedjesschrijver
- 2013 - Bent Schmidt Hansen (66), Deens voetballer
- 2013 - René Sparenberg (94), Nederlands hockeyspeler
- 2014 - Piet Van Eeckhaut (74), Belgisch advocaat en politicus
- 2014 - Oscar Yatco (83), Filipijns dirigent en violist
- 2015 - Val Doonican (88), Iers zanger
- 2015 - Theo Hendriks (86), Nederlands politicus
- 2015 - Robert La Caze (98), Frans autocoureur
- 2015 - Sergio Sollima (94), Italiaans filmregisseur
- 2015 - Nicholas Winton (106), Brits verzetsstrijder
- 2016 - Eudoxie Baboul (114), Frans supereeuwelinge
- 2016 - Yves Bonnefoy (93), Frans dichter
- 2016 - Robin Hardy (86), Brits filmregisseur
- 2017 - Frans Maas (79), Nederlands jachtontwerper
- 2018 - Armando (88), Nederlands kunstschilder
- 2019 - Sándor Popovics (80), Hongaars voetballer en Hongaars-Nederlands voetbaltrainer
- 2020 - Emmanuel Rakotovahiny (81), Malagassisch politicus
- 2020 - Georg Ratzinger (96), Duits priester en kerkmusicus
- 2021 - Louis Andriessen (82), Nederlands componist
- 2021 - Boudewijn Paans (77), Nederlands schrijver en journalist
- 2021 - Kartal Tibet (83), Turks acteur
- 2022 - Ed Berg (89), Nederlands politicus, bestuurder en lid van de Raad van State
- 2022 - Tjahjo Kumolo (64), Indonesisch politicus
- 2023 - Dilano van 't Hoff (18), Nederlands autocoureur
- 2024 - Ismail Kadare (88), Albanees schrijver
- 2024 - Robert Towne (89), Amerikaans scenarioschrijver en filmregisseur
- 2025 - Florence Delay (84), Frans actrice, schrijfster en scenarioschrijfster
- 2025 - Rinus Israël (83), Nederlands voetballer en trainer
- 2025 - Maurits Schneemann (87), Nederlands burgemeester
- 2025 - Jimmy Swaggart (90), Amerikaans evangelist en muzikant
- 2025 - Nico Zwinkels (80), Nederlands televisiepresentator

## Viering/herdenking

Canada Day

Onafhankelijkheidsdag Burundi

- Suriname - Dag der Vrijheden (Ketikoti)
- Nederland - Nationale herdenking slavernijverleden
- Canada - Nationale Feestdag (Canada Day)
- Burundi - Onafhankelijkheidsdag (1962)
- Rooms-Katholieke kalender:
  - Heilige Aäron († c. 1200 v.Chr.), aartsvader
  - Heilige Ester († c. 450 v.Chr.)
  - Heilige Valentinus van Passau († c. 475), Hoogfeest in bisdom Passau
  - Heilige Junípero Serra († 1784), Apostel van Californië
  - Heilige Rumoldus van Mechelen († c. 775) Hoogfeest in aartsbisdom Mechelen-Brussel
  - Heilige Theuderik van de Berg Hor († 533)

## Weerextremen

### Nederland
| | Officiële records | Officiële records | Officiële records |      | Landelijke records | Landelijke records | Landelijke records                                              |
| Gebeurtenis | Jaar              | Extreem           | Locatie           | Jaar | Extreem            | Locatie            |                                                                 |
| --- | ----------------- | ----------------- | ----------------- | ---- | ------------------ | ------------------ | --------------------------------------------------------------- |
| Laagste etmaalgemiddelde temperatuur (°C) | 1919              | 10,9              | De Bilt           |      | 1907               | 9,8                | Maastricht                                                      |
| Hoogste etmaalgemiddelde temperatuur (°C) | 2015              | 26,0              | De Bilt           |      | 2015               | 28,0               | Eindhoven                                                       |
| Laagste minimumtemperatuur (°C) | 1984              | 4,0               | De Bilt           |      | 1971               | 2,1                | Deelen                                                          |
| Hoogste minimumtemperatuur (°C) | 1992              | 17,2              | De Bilt           |      | 2015               | 19,3               | Vlissingen                                                      |
| Laagste maximumtemperatuur (°C) | 1972              | 13,6              | De Bilt           |      | 1907               | 10,7               | Maastricht                                                      |
| Hoogste maximumtemperatuur (°C) | 2025              | 35,5              | De Bilt           |      | 2025               | 37,6               | Eindhoven                                                       |
| Hoogste uurgemiddelde windsnelheid (m/s) | 1932              | 10,8              | De Bilt           |      | 1990               | 18,5               | Schaar                                                          |
| Hoogste windstoot (m/s) | 1959, 1974        | 17,0              | De Bilt           |      | 1996               | 25,0               | Huibertgat                                                      |
| Langste zonneschijnduur (uur) | 1976              | 15,5              | De Bilt           |      | 1993 2008 2018     | 15,7 15,7          | Valkenburg ZH Hoorn Terschelling Hoorn Terschelling, Leeuwarden |
| Langste neerslagduur (uur) | 1948              | 9,6               | De Bilt           |      | 2002               | 17,5               | Arcen                                                           |
| Hoogste etmaalsom van de neerslag (mm) | 1947              | 19,4              | De Bilt           |      | 2007               | 34,4               | Lauwersoog                                                      |
| Laagste etmaalgemiddelde relatieve vochtigheid (%) | 2018              | 36                | De Bilt           |      | 2018               | 32                 | Eindhoven, Gilze-Rijen                                          |
| Laagste uurwaarde luchtdruk op zeeniveau (hPa) | 1980              | 995,9             | De Bilt           |      | 1980               | 995,0              | Hoek van Holland, Vlissingen                                    |
| Hoogste uurwaarde luchtdruk op zeeniveau (hPa) | 1949              | 1029,9            | De Bilt           |      | 1949               | 1030,2             | De Kooy                                                         |
| Officiële records worden altijd gemeten op het KNMI-weerstation in De Bilt. Landelijke records kunnen worden gemeten op elk officieel KNMI-weerstation in Nederland. |                   |                   |                   |      |                    |                    |                                                                 |

Uitzonderlijke gebeurtenissen
- 1907 - Landelijk maandrecord laagste maximumtemperatuur in °C van juli gemeten in Maastricht: 10,7
- 1961 - Eerste officiële tropische dag van het jaar (maximumtemperatuur ≥ 30 °C in De Bilt)
- 1968 - Eerste officiële tropische dag van het jaar (maximumtemperatuur ≥ 30 °C in De Bilt)
- 2015 - Warmste nacht sinds het begin van de metingen in De Bilt: 23,4 °C[9]

### België
Dagrecords
- 1919 - Laagste etmaalgemiddelde temperatuur 10,9 °C
- 1952 - Hoogste etmaalgemiddelde temperatuur 26,6 °C
- 1906 - Laagste minimumtemperatuur 5 °C. Dit is de laagste minimumtemperatuur ooit in de maand juli.
- 2025 - Hoogste maximumtemperatuur 34,7 °C
- 1963 - Hoogste etmaalsom van de neerslag 22,3 mm

Uitzonderlijke gebeurtenissen
- 1930 - Tornado in Tielt, in West Vlaanderen.
- 1957 - In 24 uur in Rochefort 138 mm neerslag.
- 1984 - Minimumtemperatuur in Rochefort: −1,2 °C.

<< · 1 · 2 · 3 · 4 · 5 · 6 · 7 · 8 · 9 · 10 · 11 · 12 · 13 · 14 · 15 · 16 · 17 · 18 · 19 · 20 · 21 · 22 · 23 · 24 · 25 · 26 · 27 · 28 · 29 · 30 · 31 · >>